# Monica sjunger Monica
Monica sjunger Monica är ett musikalbum från 2007 av jazzsångerskan Monica Borrfors med låtar från Monica Zetterlunds repertoar.

## Låtlista
1. Sakta vi gå genom stan (Fred Ahlert/ Beppe Wolgers) – 4'40
2. Trubbel (Olle Adolphson) – 6'26
3. Bedårande sommarvals (Toots Thielemans/Hans Alfredson/Tage Danielsson) – 2'53
4. Men tiden går (Herman Hupfeld) – 4'42
5. Siv Larssons dagbok (Antonio Carlos Jobim/Tage Danielsson) – 3'12
6. Some Other Time (Leonard Bernstein/Adolph Green/Betty Comden) – 5'06
7. Att angöra en brygga (Lars Färnlöf/Hans Alfredson/Tage Danielsson) – 3'19
8. Du måste ta det kallt (Quincy Jones/Peter Himmelstrand) – 3'43
9. Monicas vals (Bill Evans/Beppe Wolgers) – 3'18
10. Vad en liten gumma kan gno (Harry Woods/Hans Alfredson/Tage Danielsson) – 2'34
11. En slump (Richard Rodgers/Tage Danielsson) – 5'04
12. En gång i Stockholm (Bobbie Ericson/Beppe Wolgers) – 5'04
13. I valet och kvalet (Jan Johansson/Gustaf Fröding) – 3'51
14. I morgon (Bruno Martino/Hans Alfredson) – 4'53
15. Till Z:a (Gösta Nilsson/Anders Byström) – 4'12

## Medverkande
- Monica Borrfors – sång
- Gösta Nilsson – piano, arrangemang
- Ulf Andersson – tenorsaxofon, flöjt
- Filip Augustson – bas
- Jesper Kviberg – trummor